# Diamond HK36 Super Dimona
Super Dimona er en lang serie to-sædede lavvingede motorsvæveflytyper med T-hale designet af Wolf Hoffmann og pt. fremstillet af østrigske Diamond Aircraft Industries.

## Design og udvikling
Serien startede med Hoffmann H36 Dimona, et rejsesvævefly (touring motorglider, TMG), introduceret tidligt i 1980-erne. Flytypen blev indledningsvist fremstillet af Hoffmann Flugzeugbau, som blev til HOAC Flugzeugwerk og siden til Diamond Aircraft Industries.
Typen er alene fremstillet af glasfiber, og H36-familien har alle Wortmann FX 63-137 vingeprofilen. På vingernes overside findes luftbremser af Schempp-Hirth-typen. Vingerne kan afmonteres af to personer i løbet af få minutter, således af flyet kan opbevares på mindre plads. Den oprindelige H36 havde 16m vingespænd, mens senere medlemmer af familien fik lidt større spændvidde. H36 har et glidetal på 27:1, mens senere varianter er forbedret til 28:1. Cockpittet har to pladser side om side.
Serien er typecertificeret i Europa og Nordamerika.
I marts 1987 blev en forbedret variant udviklet af Dieter Kohler, fra oktober 1989 kendt som HK36R. Typen har en Limbach L2400-motor.
Udstyret med den største tilgængelige motor, især den turboladede Rotax 914 med 86kW (115 hestekræfter), kan typen anvendes til at trække svævefly i luften. Typen er kommercielt en succes, og mere end 900 eksemplarer er blevet fremstillet.
HK36 dannede også grundlag for Diamond DV20 Katana, som senere blev videreudviklet til DA20 og fire-sædede DA40.

## Driftshistorie
I 1991 opnåede en HK36 fløjet af Peter Urach i Østrig at sætte en absolut højderekord med 36.188 fod (11.030m) i sin klasse for fly med stempelmotor. Rekorden stod til 2002, hvor den blev slået af Bohannon B-1.
I februar 2008 benyttede The Boeing Fuel Cell Demonstrator en Diamond HK36 til at demonstrere bemandet flyvning med kraft fra brændselscelle. Man nåede frem til, at flyet alene med kraft fra brændselscellen kunne holde højden.